# أرنو روسيني
أرنو روسيني هو مدرب كرة قدم ولاعب كرة قدم سويسري في مركز الدفاع، ولد في 16 مايو 1957 في سويسرا. لعب مع نادي بيلينزونا.